# Conciles bouddhiques
 (février 2025).

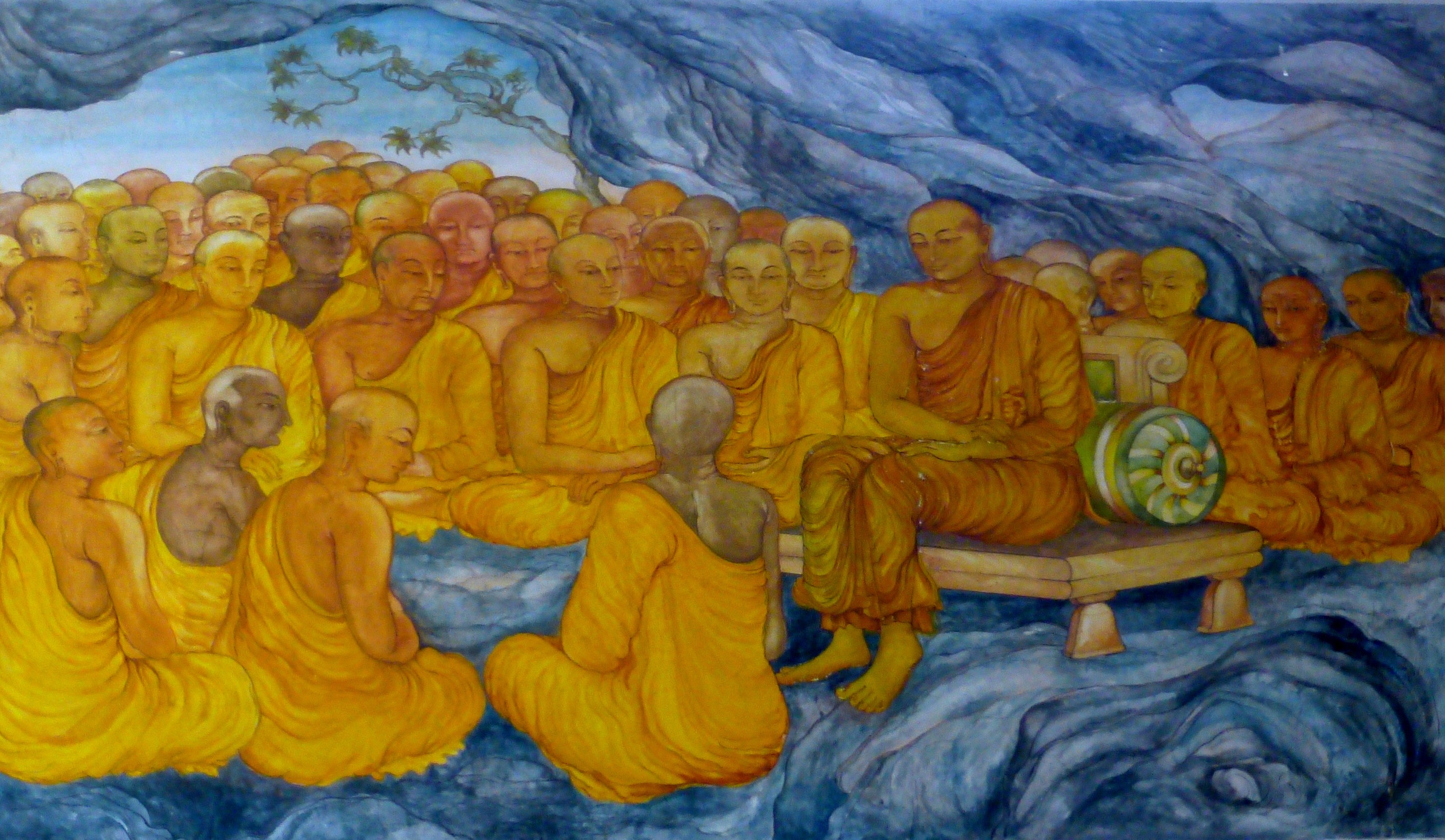
Le premier concile bouddhique à Rajagaha, actuelle Rajgir (vers le). (Photographie des peintures murales du temple Nava Jetavana, parc Jetavana, Shravasti, Uttar Pradesh.)

Il n’existe pas de liste officielle des conciles bouddhiques, le bouddhisme ne s’incarnant pas dans une institution unique à l'instar de l'Église catholique romaine. Le présent article présente les principaux ; le courant theravada actuel en reconnaît six.
Les conciles bouddhiques anciens sont relatés dans des sources en pali, chinois ou tibétain, postérieures d’au moins deux siècles aux événements. Ces récits ayant pour objectif principal de confirmer l’orthodoxie de l’école à laquelle se rattache le texte, les sources ne concordent pas entièrement. Néanmoins, même si son exactitude peut être mise en doute, l’histoire traditionnelle des conciles reflète des phénomènes probablement réels : assemblées au cours desquelles sont récitées règles monastiques (vinaya) et paroles du Bouddha (dharma) ; dissensions précoces concernant tout d’abord les règles, puis la doctrine ; divisions et schismes, avec en particulier le thème récurrent d’une majorité réformatrice (mahasanghika) se séparant de la minorité orthodoxe et traditionaliste (sthaviravadin) qui la juge hérétique. Parmi les propositions hérétiques, on trouve des assouplissements du vinaya, l’ouverture aux laïques et la remise en cause de la perfection des arhats.
D’autre part, les récits de concile servent également à certifier la validité de l’enseignement de l’école et la généalogie religieuse de ses patriarches. Ils relatent la mise par écrit du canon, sous la direction d'auditeurs directs des discours du Bouddha si possible, sans crainte d'invraisemblance. Ainsi, selon certaines sources, les participants les plus éminents du deuxième concile seraient des disciples immédiats de Shakyamuni, ce qui en ferait des prodiges de longévité. Les sources insistent parfois sur un texte particulier qu’elles cherchent à authentifier. La tenue d’un concile peut également être pour un souverain ou un État un moyen d’élever son prestige.

## Les trois premiers conciles
voir : Premier concile bouddhique ; Deuxième concile bouddhique ; Concile de Pāṭaliputra

## Concile theravada de Tambapanni
Les chroniques cingalaises Dipavamsa et Mahavamsa mentionnent un concile qui se serait tenu vers 29 avant notre ère à Tambapanni (Sri Lanka), convoqué par le roi Vattagamani, avec pour objectif de coucher le canon par écrit. Sous la direction de Maharakkhita, 500 moines transcrivirent les paroles du Bouddha sur des feuilles de palme. La grotte Aloka lena, près de Matale, dans laquelle le travail se serait déroulé, fut décorée au XVIIIe siècle d’images du Bouddha sur ordre du roi Vijayarajasiha. Ce concile est considéré comme le quatrième par le courant theravada.

## Concilemahayanadu Cachemire
Ce concile, dont on attribue la présidence à Vasumitra, aurait eu lieu dans l’Empire kouchan (au Cachemire ou à Jalandhar) sous le règne de Kanishka Ier (127-147). Il fut l’occasion d’une remise en ordre du canon mahayana accompagnée de la traduction en sanscrit des textes rédigés en gandhari, langue vernaculaire locale. Selon la tradition, 500 bhikkhus auraient travaillé pendant douze ans à cette révision. Il est parfois mentionné dans le courant theravada comme le « concile des moines hérétiques ».

## Concile de Lhassa
Le Concile de Lhasa, est également appelé « Grand débat » ou « Débat de Samyé ». Des sources chinoises et tibétaines relatent un débat entre partisans du dhyana chinois (chan) subitiste, menés par Moheyan (Mahayana), et partisans du courant indien gradualiste représentés par Kamalaśīla. Décrit comme un débat en face à face prenant place à proximité de Lhassa, au monastère de Samye, il se serait en fait déroulé par écrit entre 792 et 794, s’achevant sur le choix par le roi du Tibet, Trisong Detsen, de la tradition indienne comme religion officielle et la mise hors la loi de la doctrine de Moheyan. Les partisans de ce dernier se seraient suicidés. Le Thub pa'i dgongs gsal explique le choix du roi par la victoire de Kamalasila, mais la tradition nyingmapa et les sources chinoises prétendent que Moheyan gagna le débat mais fut chassé tout de même. Il est vraisemblable que les motifs politiques prédominèrent, comme dans les rivalités entre Bonpo et bouddhisme. Trisong Detsen aurait déclaré le bouddhisme religion d'État du Tibet en 779 en présence de Padmasambhava et sa parédre (épouse mystique) Yeshe Tsogyal, de Shantarakshita et Vimalamitra, ainsi que de nombreux traducteurs dont Vairotsana.
La légende prétend que les textes chinois furent dissimulés à Samye, et qu’avant de quitter le Tibet, Moheyan s’aperçut qu'il avait oublié une de ses chaussures dans un monastère. Il aurait alors prophétisé : « Lorsque le dharma aura presque entièrement disparu de la terre, il subsistera encore un peu de ma doctrine, juste la taille d’une chaussure. » Cette prophétie sert à expliquer les résurgences d'éléments chan dans le bouddhisme tibétain. Certains moines portent un cordon bleu sur leur habit en signe de respect pour le maître chinois.

## Concile theravada deMandalay
Cinquième concile theravada, il se tint en Birmanie en 1871 sous le règne du roi Mindon, et fut présidé par les Vénérables Mahathera Jagarabhivamsa, Narindabhidhaja et Mahathera Sumangalasami. Les 2400 participants récitèrent en cinq mois le Tipitaka, confirmant la version intégrale qui venait d’être gravée entre 1860 et 1868 sur 729 plaques de marbre. Ces plaques se trouvent dans autant de petits stûpas de la pagode royale Kuthodaw, une 730e relatant les circonstances de la construction.

## Concile theravada deRangoon
Le sixième concile theravada débuta le 17 mai 1954 à Kaba Aye, Rangoon, sous le patronage du gouvernement dirigé par le Premier ministre M U Nu. Maha Passana Guha, une grotte artificielle évoquant la grotte Sattapanni, un des sites proposés pour le premier concile, avait été aménagée à cet effet. Les participants venaient de huit pays : Birmanie, Cambodge, Inde, Laos, Népal, Sri lanka, Thaïlande. Comme le précédent, le but était la vérification du Tipitaka, en partie sous forme de questions - réponses sur le dhamma, les premières posées par Maître Mahasi Sayadaw et les secondes offertes par Maître Bhadanta Vicittasarabhivamsa. Après un travail de deux ans, la version corrigée fit l’objet d’une édition (1956) en écriture birmane réunissant 52 traités en 40 volumes (8025 pages au total), qui fut retranscrite ultérieurement en caractères romains, devanagaris, thaï, cingalais, khmers et mongols.